# Chiesa di Sant'Angelo de Meruleta
La chiesa di Sant'Angelo de Meruleta (Ecclesia(m) sancti Angeli de meruleta) era una chiesa e monastero cattolico, oggi in rovina, nell'attuale comune di Castro dei Volsci, nella Media Valle Latina. Inizialmente del vescovo di Veroli, nel XII secolo sarà assegnata all'abbazia di Casamari da papa Alessandro III.